# Medaniaria adiacritis
Medaniaria adiacritis är en fjärilsart som beskrevs av Turner 1904. Medaniaria adiacritis ingår i släktet Medaniaria och familjen mott. Inga underarter finns listade i Catalogue of Life.